# Black Mask (periodico)
Black Mask è stato un pulp magazine lanciato sul mercato statunitense nel 1920 dal giornalista H. L. Mencken e dal critico George Jean Nathan, allo scopo di supportare le pubblicazioni della prestigiosa rivista letteraria The Smart Set, anch'essa curata da Mencken e che si trovava in crisi. 
Sotto la guida editoriale di Mencken e Nathan nella nuova rivista apparvero non solo racconti polizieschi, ma anche, come veniva pubblicizzato all'epoca "le migliori storie di avventura, i migliori mystery, le migliori storie romantiche e dell'occulto".
Negli anni Trenta e Quaranta su Black Mask apparvero grandi autori del genere hard-boiled e noir fra cui Dashiell Hammett, creatore di Sam Spade e di Continental Op, Raymond Chandler, Erle Stanley Gardner, Paul Cain, Frederick Nebel, Frederick C. Davis, e Raoul F. Whitfield. La rivista cessò le pubblicazioni nel 1951.